# Roch-Ambroise Cucurron Sicard
Roch-Ambroise Cucurron Sicard (Le Fousseret, 20 de setembro de 1742 — Paris, 10 de maio de 1822) foi um abade francês e instrutor de surdos.
Educado como um sacerdote, foi eleito director de uma escola de surdos em Bordeaux em 1786, e em 1789, sobre a morte de Charles-Michel de l'Épée, sucedeu-lhe em Paris.
Seu principal trabalho foi o seu Cours d'instruction d'un sourd-muet de naissance (1800). Sicard conseguiu escapar à quaisquer danos graves problemas na política de 1792, e tornou-se membro do Instituto em 1795, mas o valor do seu trabalho educacional foi praticamente reconhecido até pouco antes de sua morte em Paris.